# Serpusiformia malagassa
Serpusiformia malagassa är en insektsart som beskrevs av Vitaly Michailovitsh Dirsh 1966. Serpusiformia malagassa ingår i släktet Serpusiformia och familjen gräshoppor. Inga underarter finns listade i Catalogue of Life.